# Venustiano Carranza, Puebla
Venustiano Carranza är en ort i Mexiko.   Den ligger i kommunen Venustiano Carranza och delstaten Puebla, i den sydöstra delen av landet, 190 km nordost om huvudstaden Mexico City. Venustiano Carranza ligger 132 meter över havet och antalet invånare är 6 263.
Terrängen runt Venustiano Carranza är huvudsakligen kuperad, men åt nordost är den platt. Runt Venustiano Carranza är det ganska tätbefolkat, med 65 invånare per kvadratkilometer. Venustiano Carranza är det största samhället i trakten. Omgivningarna runt Venustiano Carranza är en mosaik av jordbruksmark och naturlig växtlighet.